# Olhos d'Água do Serafim
Olhos d'Água do Serafim é um povoado do município de Novo Horizonte, Chapada Diamantina, Bahia, tem cerca de 500 habitantes. O nome Serafim deriva de um fazendeiro que residiu há muito tempo na localidade, onde toda a sua área era um fazenda cultivável. Há indícios que índios moraram por lá durante muito tempo, vários buracos e objetos foram encontrados por pessoas.
Hoje a comunidade vive da agricultura, o cultivo de alho, feijão e milho é o que mais prevalece no momento, mas, outras culturas como tomate e hortaliças são cultivadas.
Possui festa tradicional que se inicia em junho com novenário e a celebração da festa é realizada no início de julho.
Algo de muito interessante do povoado em questão é a grande sensação julina, a Ressaka da Festa, que tem como principal atração o Bloco Tô de Pilek Fest.
Uma outra grande atração é a festa de São Reis que acontece no mês de Janeiro, onde há a participação de toda população e das comunidades vizinhas.